# Reine Brynolfsson
Reine Claes-Göran Brynolfsson, född 15 januari 1953 i Göteborg, är en svensk skådespelare, röstskådespelare, uppläsare av ljudböcker och serietecknare. Han är bland annat känd via roller i flera av Colin Nutleys filmer men har sedan början av 1980-talet synts i en mängd filmer, teaterpjäser och filmateriseringar av pjäser.

## Biografi

### Uppväxt och tidiga verk
Brynolfsson studerade juridik vid Göteborgs universitet innan han ändrade inriktning och sökte sig till Teaterhögskolan i Malmö 1976-1979, då Staffan Göthe var rektor. Han arbetade sedan några år vid Göteborgs stadsteater, där han fick stora roller, bland annat i Lars Noréns Natten är dagens mor (1982), Kaos är granne med Gud (1983), båda i regi av Björn Melander. I sammanhang med Norén och Melander har han ofta medverkat, både på TV, film och på Dramaten, där han efter Göteborg varit verksam sedan 1991 och spelat i bland annat Noréns Och ge oss skuggorna (1991), Lika för lika (1993), Ingmar Bergmans Vintersagan (1994) och David Mamets Oleanna (1994).

### Genombrott och senare verk
Brynolfssons stora filmgenombrott kom 1990 i Colin Nutleys film Black Jack, där han spelade den alkoholiserade Robert Mårbrink. Han har spelat i flera filmer av Nutley, såsom de tre filmerna om Änglagård, Sista dansen, Sprängaren, Paradiset, och ett stort antal filmer i Sverige och utomlands och arbetat med många framstående regissörer som till exempel Bo Widerberg i Ormens väg på hälleberget, som Harry Martinson i Moa, med Hrafn Gunnlaugsson i isländska vikingafilmen Korpens skugga, Bille August i de internationella Jerusalem (för vilken han blev nominerad för en Guldbagge för Bästa manliga biroll) och Les Misérables samt En sång för Martin och med Jan Troell i Så vit som en snö.
Han skildrade 2004 Carl von Linnés liv i en TV-serie i SVT. 2006 medverkade han i SVT:s serie Kronprinsessan och 2008 i uppföljaren Kungamordet.
2021 läste han Nyårsklockan i Tolvslaget på Skansen (SVT). 

## Övrigt konstnärskap
Brynolfsson har vid sidan av skådespeleriet ägnat sig åt måleri och har försökt sig på serietecknande. Hans serie Albin Lindblad finns tryckt i Svenska Serier 2/1979. Brynolfsson har även spelat in ljudböcker, bland andra Henning Mankells Hundarna i Riga.

## Utmärkelser
I januari 2007 förlänades han Litteris et Artibus. Han erhöll Svenska Filmakademins Kurt Linderstipendium 1987, det av Svenska Akademien utdelade Carl Åkermarks stipendium 1997 och O'Neill-stipendiet vid Dramaten 2005.
År 2018 tilldelades han Gunn Wållgren-stipendiet med motiveringen: Reine Brynolfsson är en av våra erfarnaste, mångsidigaste och skickligaste skådespelare, och samtidigt en egensinnig och personlig konstnär - och människa. Han är en djärv vägvisare till teaterkonstens många vida salar och hemliga kammare.

## Filmografi (urval)
- 1984 – Natten är dagens mor (TV-pjäs)
- 1984 – Kaos är granne med Gud (TV-pjäs)
- 1986 – Ormens väg på hälleberget
- 1986 – Moa
- 1987 – Ängelen (kortfilm)
- 1987 – Komedianter (TV-pjäs)
- 1988 – Måsen (TV-pjäs)
- 1988 – Korpens skugga
- 1989 – Den döende dandyn
- 1990 – Blankt vapen
- 1990 – Hebriana
- 1990 – Black Jack
- 1991 – Guldburen (TV-serie)
- 1991 – Fasadklättraren
- 1992 – Hammar
- 1992 – Änglagård
- 1992 – Svart Lucia
- 1993 – Kojan
- 1993 – Kådisbellan
- 1993 – Sista dansen
- 1993 – Polis polis potatismos
- 1994 – Änglagård - andra sommaren
- 1994 – Illusioner
- 1996 – Jerusalem
- 1996 – Rusar i hans famn
- 1997 – Adam & Eva
- 1997 – En kvinnas huvud
- 1997 – Spring för livet
- 1997 – Den siste yankeen
- 1998 – Sista kontraktet
- 1998 – Les Misérables
- 2000 – Knockout
- 2000 – Rugrats in Paris: The Movie (röst som Jean-Claude)
- 2001 – Magnus och Myggan
- 2001 – Så vit som en snö
- 2001 – Sprängaren
- 2001 – En sång för Martin
- 2002 – Farbror Franks resa
- 2003 – Paradiset
- 2003 – Psalmer från köket
- 2005 – Bang bang orangutang
- 2005 – Den sista hunden i Rwanda
- 2005 – Lovisa och Carl Michael
- 2005 – Blodsbröder
- 2006 – 7 miljonärer
- 2006 – Ice Age 2 (röst som Diego)
- 2006 – Asterix och vikingarna (röst som Asterix)
- 2006 – Linerboard
- 2006 – Sökarna – Återkomsten
- 2007 – Underbar och älskad av alla
- 2009 – Ice Age 3 (röst som Diego)
- 2010 – Änglagård - tredje gången gillt
- 2011 – Getingdans
- 2012 – Ice Age 4 (röst som Diego)
- 2013 – Känn ingen sorg
- 2016 – Under pyramiden
- 2016 – Ice Age: Scratattack (röst som Diego)
- 2017 – Korparna

## TV-serier
- Smash (1990)
- Fasadklättraren (1991) – Johannes
- Esters testamente (1995)
- Katten Gustaf (1996) (röst som Gustaf)
- Hammarkullen eller Vi ses i Kaliningrad (1997)
- Pip-Larssons (1998)
- Belinder auktioner (2003)
- Linné och hans apostlar (2004)
- God morgon alla barn (2005)
- Medicinmannen (2005)
- Kronprinsessan (2006)
- Leende guldbruna ögon (2007)
- Kungamordet (2008) – Gert Jakobsson
- 2018 – Springfloden (TV-serie)
- 2020 – Tunn is (TV-serie)
- 2020 – Kärlek & anarki (TV-serie)
- 2020 – Amningsrummet (TV-serie)
- 2021 – En kunglig affär (TV-serie) – överståthållare Torsten Nothin

## Teater

### Roller (ej komplett)
| År   | Roll                        | Produktion                                                    | Regi                             | Teater                   |
| ---- | --------------------------- | ------------------------------------------------------------- | -------------------------------- | ------------------------ |
| 1980 | Anatolitj                   | Fullmakten Nikolaj Erdman                                     | Ernst Günther                    | Göteborgs stadsteater    |
| 1982 |                             | Natten är dagens mor Lars Norén                               |                                  |                          |
| 1983 |                             | Kaos är granne med gud Lars Norén                             |                                  |                          |
| 1989 | Frankie                     | Den stora lögnen Sam Shepard                                  | Jan Håkanson                     | Stockholms stadsteater   |
| 1991 | Eugene Jr.                  | Och ge oss skuggorna Lars Norén                               | Björn Melander                   | Dramaten                 |
| 1992 |                             | I bomullsfältens ensamhet                                     |                                  |                          |
| 1994 |                             | Oleanna                                                       |                                  |                          |
| 1997 | Trofimov                    | Körsbärsträdgården Anton Tjechov                              | Peter Langdal                    | Dramaten                 |
| 1997 | George Deever               | Alla mina söner Arthur Miller                                 | Björn Melander                   | Dramaten                 |
| 1999 | John                        | 7:3                                                           | Lars Norén                       | Fängelser/Riksteatern    |
| 2006 |                             | Lik som män Ole Bornedal                                      | Ulf Dohlsten                     | Vasateatern              |
| 2006 | Macbeth William Shakespeare |                                                               |                                  |                          |
| 2012 | Biskop Edvard               | Fanny och Alexander Ingmar Bergman                            | Stefan Larsson                   | Dramaten                 |
| 2013 | Olof                        | Som löven i Vallombrosa Lars Norén                            | Vibeke Bjelke                    | Dramaten                 |
| 2016 |                             | Paralysie générale redux Reine Brynolfsson och Jacob Hirdwall | Reine Brynolfsson Jacob Hirdwall | Dramaten                 |
| 2017 | Sims Papa                   | The Nether Jennifer Haley                                     | Lena Endre                       | Dramaten                 |
| 2017 | Oidipus                     | Oidipus/Antigone Sofokles                                     | Eirik Stubø                      | Dramaten                 |
| 2018 | Andy                        | Mary Page Marlowe Tracy Letts                                 | Alexander Mørk-Eidem             | Dramaten                 |
| 2020 | George                      | Vem är rädd för Virginia Woolf? Edward Albee                  | Eva Dahlman                      | Helsingborgs stadsteater |

## Ljudböcker
- Hundmanuskripten 2020
- Ensam i Berlin 2019
- Ulysses 2013
- Lyckohjulet 2013
- Mord i Skärhamn 2013
- Iskall hämnd 2013
- Dyrbar kärlek 2013
- Natoagenten 2012
- Den felande länken 2011
- Den svenske Gudfadern 2011
- Dingo Dingo - Den manliga frigörelsen är här! 2011
- De ickesynliga 2011
- Landsförrädaren 2011
- Hetta 2010
- Hundarna i Riga 2010
- Nirvanaprojektet 2010
- Försvunnen 2010
- Vredens tid 2010
- Spionen på FRA 2010
- Postcard Killers 2010
- Den sista cigarretten 2009
- Sanningen om Ikea 2009
- Hornsgatan 2009
- Släpp inte taget 2009
- Orkanpartyt 2009
- Syndafall i Wilmslow 2009
- Pesten 2008
- Vädermannen 2008
- Fiskarens garn 2008
- Blot 2008
- Herakles 2007
- Gangsters 2007
- Kärleken till Sofia Karlsson 2007
- Laterna Magica 2007
- Flickan som lekte med elden 2007
- Män som hatar kvinnor 2007
- Luftslottet som sprängdes 2007
- Verkan 2007
- Passionen 2007

### Fotnoter
1. ↑  ”Uppläsning av Reine Brynolfsson”. Libris. https://libris.kb.se/hitlist?d=libris&q=Uppl%c3%a4sning+av+Reine+Brynolfsson&f=simp&spell=true&hist=true&mf=&p=1. Läst 31 mars 2024.
2. ↑  ”Medaljförläningar 2007-01-28”. Royalcourt.se. Arkiverad från originalet den 9 oktober 2008. https://web.archive.org/web/20081009113119/http://www.royalcourt.se/monarkinhovstaterna/densvenskamonarkin/medaljer/medaljforlaningar/arkivmedaljforlaningar/medaljforlaningar20070128.5.1a3366210de661ad20800051066.html. Läst 28 januari 2007.
3. ↑  ”Karl-Magnus Fredriksson och Reine Brynofsson - årets Gunn Wållgren-stipendiater”. Kungliga Operan. Arkiverad från originalet den 17 november 2018. https://web.archive.org/web/20181117063245/http://www.mynewsdesk.com/se/kungliga_operan/pressreleases/karl-magnus-fredriksson-och-reine-brynofsson-aarets-gunn-waallgren-stipendiater-2798831. Läst 17 november 2018.
4. ↑  ”Fullmakten, 1980”. Göteborgs stadsmuseum. Arkiverad från originalet den 12 april 2016. https://web.archive.org/web/20160412112117/http://62.88.129.39/carlotta/web/object/823775. Läst 31 mars 2016.